# Rayne (Essex)
Rayne è un villaggio e parrocchia civile dell'Inghilterra, appartenente alla contea dell'Essex.